# Theik Indian Reserve 2
Theik Indian Reserve 2 (franska: Réserve indienne Theik 2) är ett reservat i Kanada.   Det ligger i provinsen British Columbia, i den sydvästra delen av landet, 3 600 km väster om huvudstaden Ottawa.
I omgivningarna runt Theik Indian Reserve 2 växer i huvudsak blandskog. Runt Theik Indian Reserve 2 är det ganska glesbefolkat, med 38 invånare per kvadratkilometer.